# Blaveta fistonada
La blaveta fistonada (Polyommatus daphnis), també coneguda com a blaveta de fistó, és una espècie de lepidòpter papilionoïdeu de la família dels licènids (Lycaenidae) present als Països Catalans.

## Distribució
S'estén pel centre i sud d'Europa, incloent el centre i nord-est de la península Ibèrica, sud de França, Suïssa, Itàlia, sud d'Alemanya, sud de Polònia i Balcans fins al sud de Grècia. També és present a l'oest d'Àsia, en concret a Turquia, Líban, Síria, Transcaucàsia, l'Iran i Rússia fins al sud dels Urals. Absent de les principals illes mediterrànies, excepte el nord de Sicília i l'illa egea de Sime. A la península Ibèrica ocupa principalment zones de muntanya dels sistemes Central i Ibèric, mentre que a Catalunya és present de forma dispersa als Prepirineus, Pirineus i zones muntanyoses del centre i sud.

## Descripció
Envergadura alar d'entre 25 i 34 mm. Marcat dimorfisme sexual per la diferent coloració de l'anvers. El mascle presenta l'anvers de color blau cel metàl·lic amb un ample marge negre que s'estén per les venes en ambdues ales, mentre que a l'ala posterior hi té alguns punts negres difusos prop del marge. La femella presenta l'anvers de color marró amb una quantitat variable d'escates blaves que poden arribar fins a prop del marge, un punt negre a l'ala anterior i una franja blanquinosa que emmarca la zona blava a cada ala. Revers semblant en ambdós sexes, tot i que el color de fons és gris en els mascles i bru en les femelles. L'ala anterior presenta una sèrie de punts negres vorejats de blanc a la part exterior i un altre punt negre aïllat més proper a la base. Ala posterior amb una sèrie de punts negres similars als de l'ala anterior, però més petits. El marge de l'ala posterior és fistonat en ambdós sexes, però més marcat en les femelles.

## Hàbitat
Ambients semi-oberts càlids i sovint secs, com ara prats emmatats, marges i boscos esclarissats, més aviat en sòls calcaris. Rang altitudinal des del 200 m fins als 1700 m. L'eruga s'alimenta d'unes poques espècies de fabàcies, com ara Securigera varia o Astragalus monspessulanus.

## Període de vol i hibernació
Vola en una generació entre juny i setembre, en funció de la localitat. Hiberna com a ou.

## Comportament
Les femelles ponen els ous sobretot a les plantes situades a l'ombra de roques o d'arbres i les erugues s'alimenten de les fulles de la planta nutrícia. Es tracta d'una espècie mirmecòfila facultativa, les erugues de la qual de vegades s'associen amb diverses espècies de formiga, com ara Lasius alienus, Formica pratensis o Tapinoma erraticum.

## Galeria

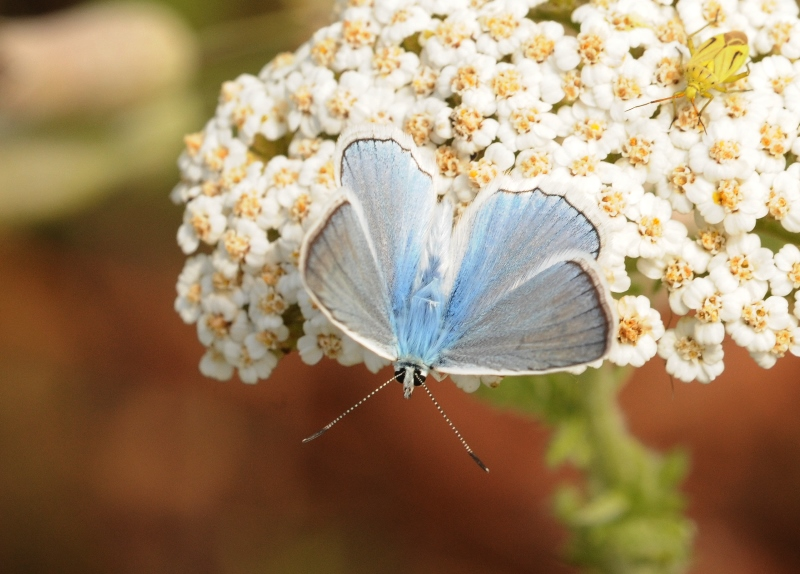
Anvers del mascle
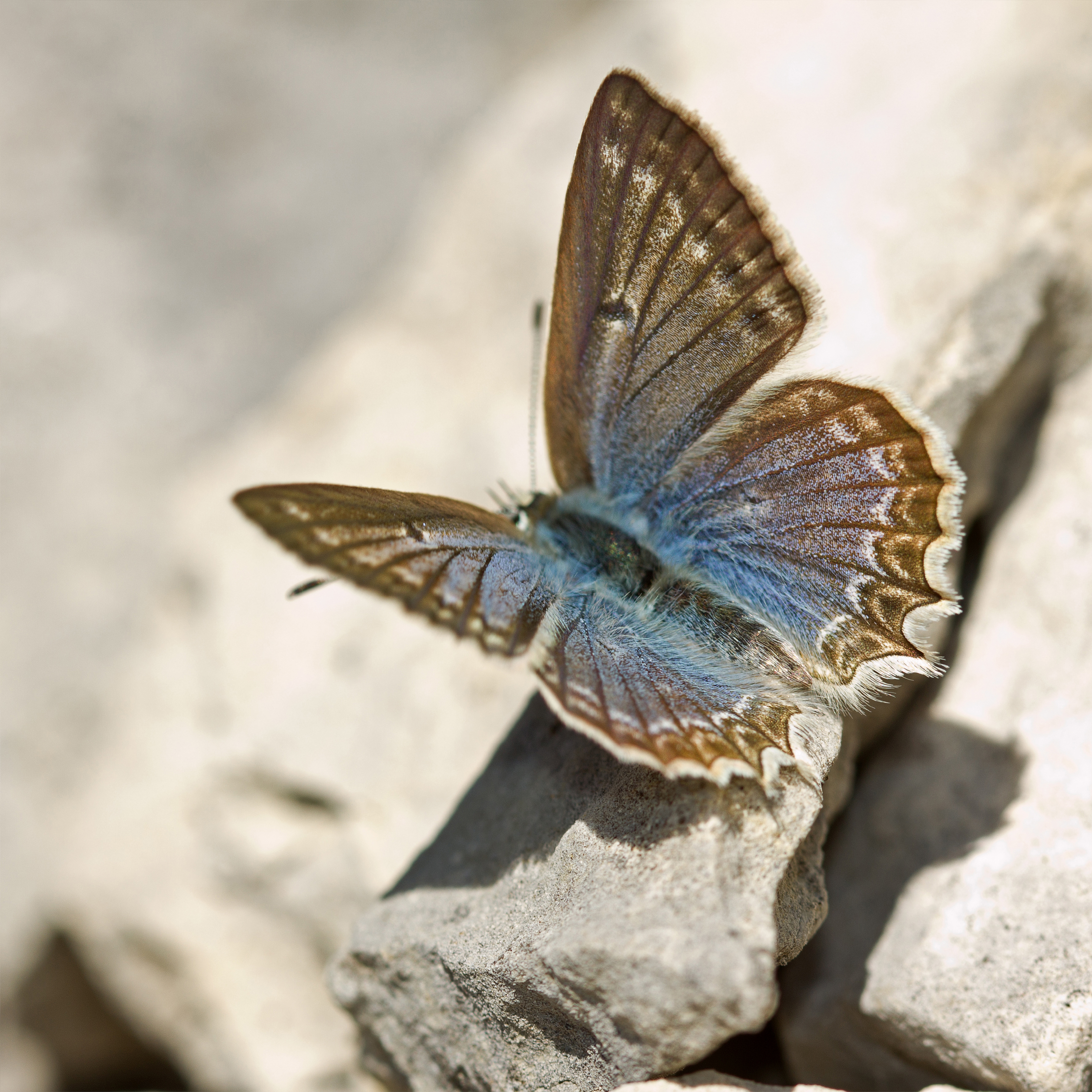
Anvers de la femella
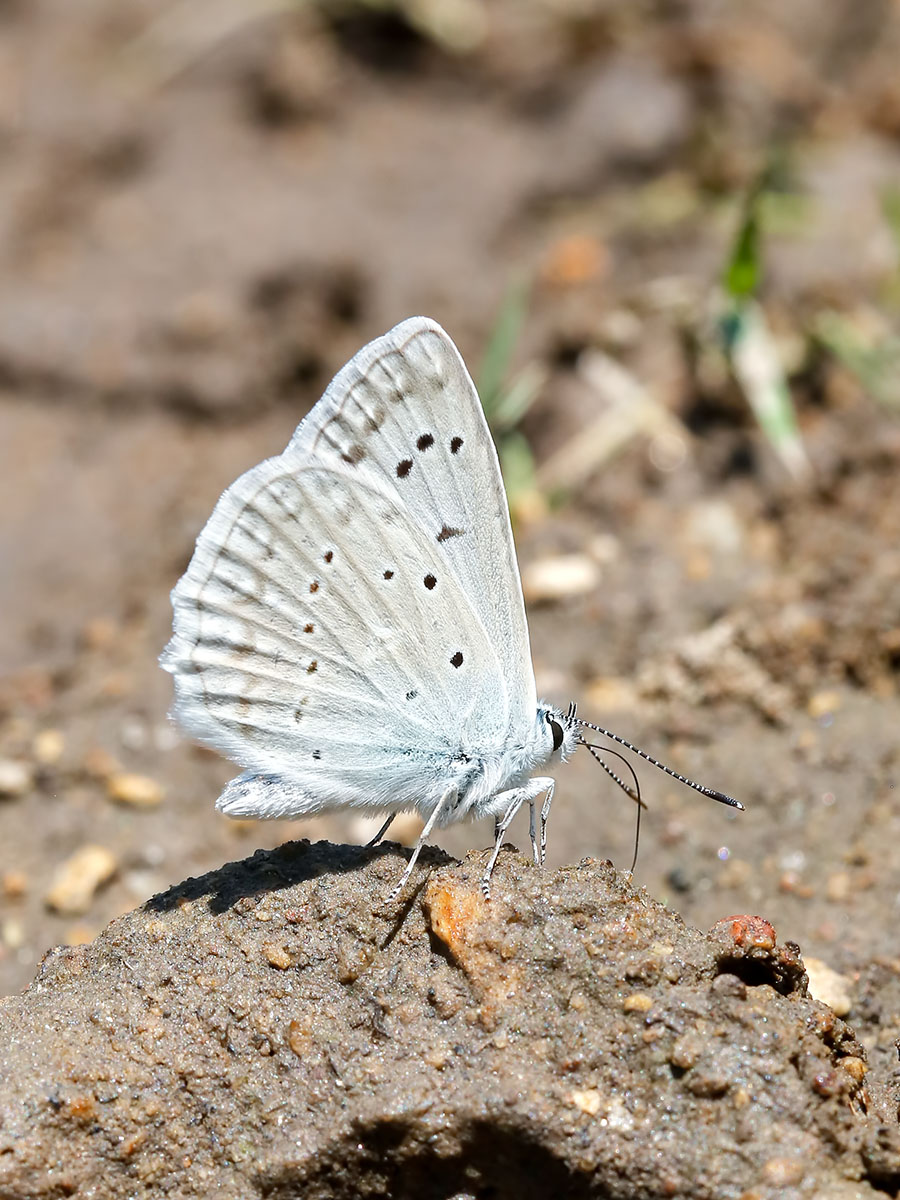
Revers del mascle
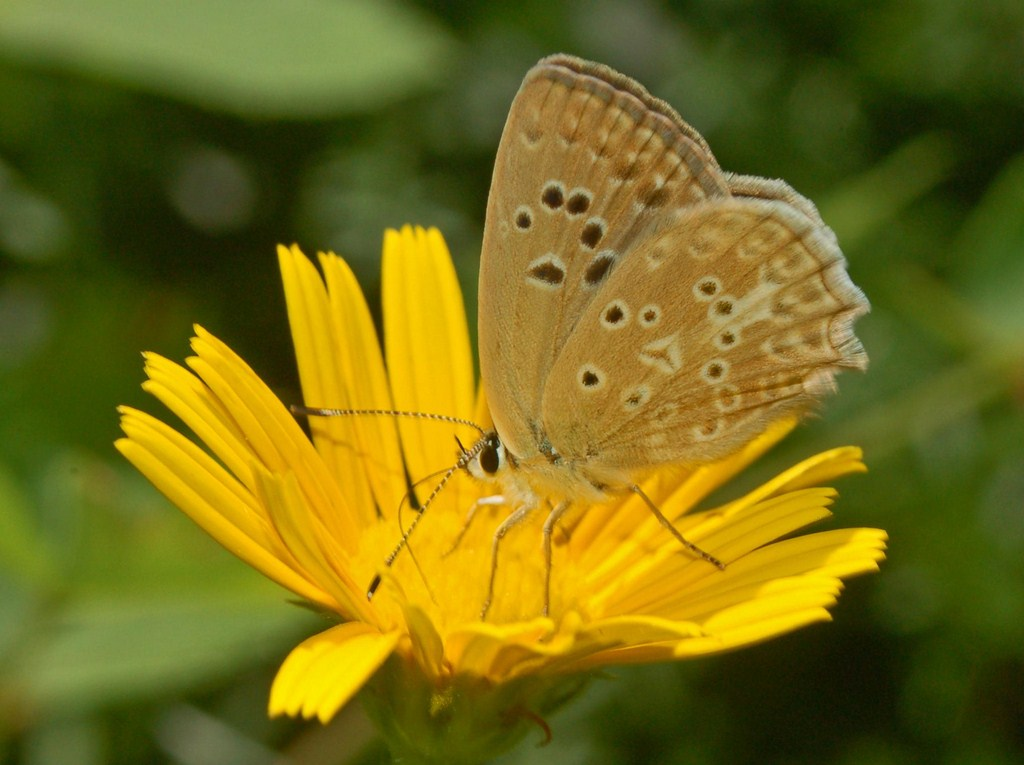
Revers de la femella
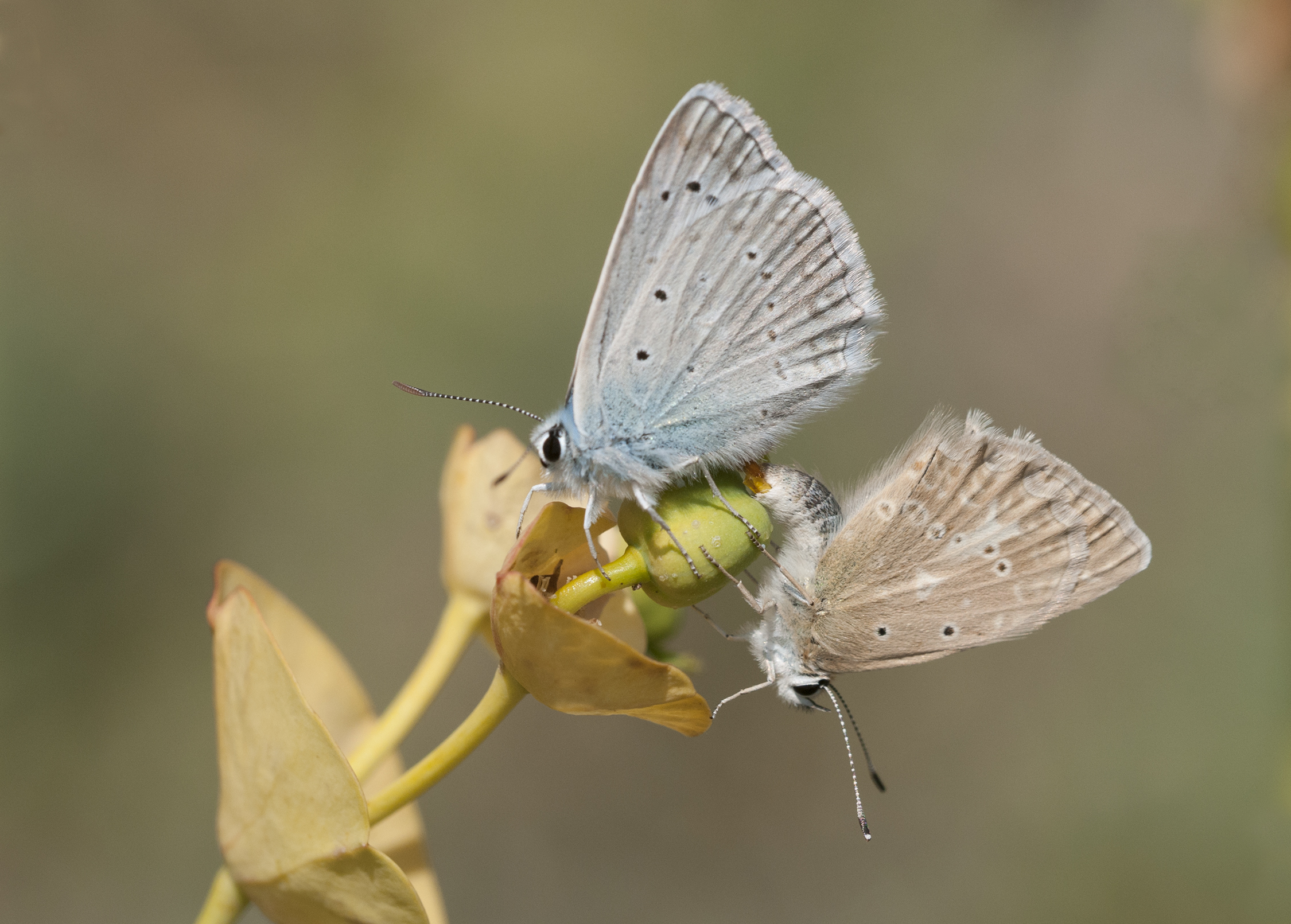
Aparellament, amb el mascle a sobre
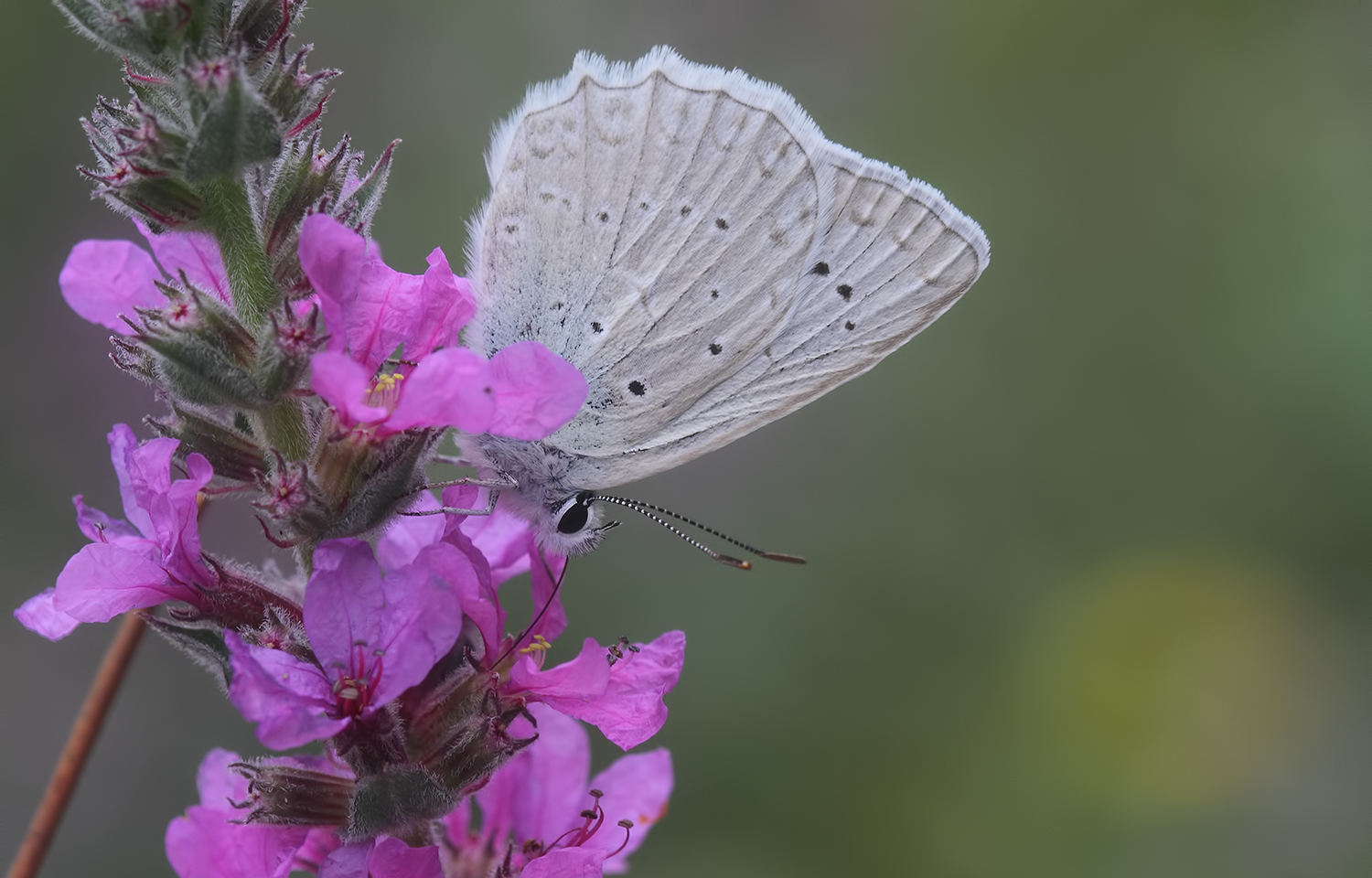
Adult alimentant-se de nèctar